# Nachingwea (huyện)
Nachingwea là một huyện thuộc vùng Lindi, Tanzania. Thủ phủ của huyện Nachingwea đóng tại Nambambo. Huyện Nachingwea có diện tích 7070 ki lô mét vuông. Đến thời điểm điều tra dân số ngày 25 tháng 8 năm 2002, huyện Nachingwea có dân số 161473 người.